# Regering onder Lodewijk Napoleon
Na het eenhoofdige bestuur van raadpensionaris Rutger Jan Schimmelpenninck als verlengde arm van Napoleon, waarover de koning niet tevreden was, benoemde Napoleon in 1806 zijn broer Lodewijk tot koning van het nieuw opgerichte Koninkrijk Holland.
In november 1806 werd het Continentaal Stelsel ingevoerd, waardoor handel met Groot-Brittannië, grote vijand van Napoleon, werd verboden.
Tijdens dit koningschap wordt de functie 'minister' ingevoerd. Binnen de regels voor de staatsinrichting die toen golden, waren deze ministers dienaren van de koning en alleen aan hem verantwoording schuldig. Zij werden door hem benoemd en ontslagen, naar eigen wil en inzicht. Verder was er een advieslichaam, de Staatsraad, en een parlement, het wetgevend lichaam. Dat parlement van 39 leden kwam slechts één keer per jaar bijeen en had geringe bevoegdheden.
Lodewijk Napoleon zette zich in voor de Hollandse zaak; meer dan zijn broer de keizer wenselijk vindt. De koning probeert Nederlands te leren, toont zijn medeleven bij rampen en tracht kunsten en wetenschappen te bevorderen. Verder hield Lodewijk te weinig toezicht op de belastinginningen en voerde hij geen strenge controle uit op handelaren die de handelsboycot tegen Engeland omzeilden. Wetend hoezeer de economie afhankelijk was van de handel. Dat alles was uiteindelijk onvoldoende in het belang van de keizerlijke macht in Europa, Napoleon dwong zijn broer daarom tot aftreden.
Per 1 juli 1810 doet Lodewijk Napoleon afstand van de troon ten behoeve van zijn zoontje en op 9 juli 1810 wordt bij het Decreet van Rambouillet Holland ingelijfd bij het keizerrijk.

## Grote veranderingen staatsinrichting
Er komt namens keizer Napoleon een Franse gouverneur-generaal, Charles François Lebrun, hertog van Plaisance, die met drie intendanten het bestuur voert in naam van de keizer. Een van die intendanten is de vroegere minister Gogel. Er is nu geen afzonderlijk Koninkrijk Holland meer, grondgebied en bestuur maken deel uit van het Eerste Franse Keizerrijk.
Na de inlijving door Napoleon werden de belangrijkste Franse wetten ingevoerd, de Code Pénal en de Code Civil. Ook kwamen er vaste maten en gewichten en zette het Franse gezag een Burgerlijke Stand op, naar Frans voorbeeld. De officiële bestuurstaal was Frans, veel woorden uit die tijd zijn in verbasterde vorm nog in de Nederlandse taal terug te vinden. In 1811 werd de dienstplicht ingevoerd.
Deze situatie duurde tot november 1813. De maand ervoor hadden meer dan een half miljoen soldaten bij Leipzig gevochten om de heerschappij van hun heersers. Napoleons Grande Armée, dat tegenover legers van Rusland, Oostenrijk, Pruisen en Zweden stond, werd verslagen. Deze veldslag luidde het einde in van Napoleons macht op het Europese continent. Zijn manschappen trokken zich terug uit "Nederland", waarop politieke leiders in Amsterdam het bestuurlijk gezag overnamen.

## Bijzonderheden
- Koning Lodewijk Napoleon zetelt achtereenvolgens in Den Haag, Apeldoorn, Utrecht,[3] Amsterdam (in het Paleis op de Dam) en in Haarlem.
- Lodewijk Napoleon toont in 1807 bij de ontploffing van het kruitschip in Leiden en in 1808 en 1809 bij overstromingen van de grote rivieren zijn medeleven met de getroffen bevolking.
- In 1808 wordt de provincie Oost-Friesland aan het koninkrijk Holland toegevoegd, waardoor er ook drie extra leden in het Wetgevend Lichaam komen. Per 31 maart 1810 worden Zeeland, Brabant en een deel van Gelderland aan de Franse keizer afgestaan, waarna het ledental van het parlement met zes wordt verminderd.
- In 1808 wordt het Koninklijk Instituut van Wetenschappen, Letteren en Schone Kunsten te Amsterdam opgericht. In Den Haag komt een Koninklijke Bibliotheek.
- In augustus/december 1809 vindt een Britse invasie op Walcheren plaats, die echter door de Fransen en Hollanders teneer wordt geslagen.

## Ministers
- Secretaris van Staat
  - Willem Frederik baron Röell (orangist) van 30 juni 1806 tot 8 januari 1808
- Minister van Buitenlandse Zaken
  - Maarten baron van der Goes van Dirxland (patriot) van 19 juni 1806 tot 8 januari 1808
  - Willem Frederik baron Röell (orangist) van 8 januari 1808 tot 15 juli 1810
  - Paulus van der Heim (patriot) a.i. van 20 juni 1810 tot 15 juli 1810 (vanwege buitenlandse reis minister Röell)
- Minister van Binnenlandse Zaken
  - Isaäc Jan Alexander Gogel (patriot) a.i. van 19 juni 1806 tot 4 juli 1806
  - Johan Hendrik baron Mollerus (orangist) van 4 juli 1806 tot 17 mei 1808
  - Frédéric Auguste van Leyden van Westbarendrecht (patriot) van 17 mei 1808 tot 8 december 1808
  - Adriaan Pieter Twent van Raaphorst (patriot) a.i. van 8 december 1808 tot 1 januari 1809
  - Adriaan Pieter Twent van Raaphorst (patriot) van 1 januari 1809 tot 27 mei 1809
- Minister van Erediensten
  - Johan Hendrik baron Mollerus (orangist) van 17 mei 1808 tot 27 mei 1809
- Minister van Eredienst en Binnenlandse Zaken
  - Godert Alexander Gerard Philip baron van der Capellen (orangist) van 27 mei 1809 tot 1 januari 1811
- Minister van Justitie en Politie
  - Johan Frederik Rudolph van Hooff (patriot) van 29 juli 1806 tot 22 mei 1807
  - Maarten baron van der Goes van Dirxland (patriot) a.i. van 8 mei 1807 tot 22 mei 1807 (wegens ziekte van Van Hooff)
  - Jacob Jan Cambier (patriot) a.i. van 22 mei 1807 tot 20 november 1807
  - Jacob Jan Cambier (patriot) van 20 november 1807 tot 10 december 1807
  - Cornelis Felix van Maanen (Felix) (unitariër) van 10 december 1807 tot 11 april 1809
  - Jean Henry Appelius (patriot) a.i. van 11 april 1809 tot 27 mei 1809
  - Alexander Wilhelmus Johannes Joseph baron van Hugenpoth tot Aerdt (conservatieven (vóór 1848)) van 27 mei 1809 tot 1 januari 1811
- Minister van Financiën
  - Isaäc Jan Alexander Gogel (Alexander) (patriot) van 5 juni 1806 tot 27 mei 1809
  - Jean Henry Appelius (patriot) van 27 mei 1809 tot 1 december 1810
- Minister van Oorlog
  - Henri Damas Bonhomme (patriot) van 29 juli 1806 tot 24 november 1806
  - Diderik van Hogendorp (Dirk) (patriot) a.i. van 24 november 1806 tot 25 januari 1807
  - Diderik van Hogendorp (Dirk) (patriot) van 25 januari 1807 tot 7 december 1807
  - Jan Willem Janssens (patriot) van 7 december 1807 tot 27 mei 1809
  - Jacob Jan Cambier (patriot) a.i. van 27 maart 1809 tot 27 mei 1809
  - Cornelis Rudolphus Theodorus Krayenhoff (patriot) van 27 mei 1809 tot 3 maart 1810
  - Jacob Jan Cambier (patriot) van 15 april 1810 tot 1 januari 1811
- Minister van Indië en Koophandel
  - Paulus van der Heim (patriot) van 29 juni 1806 tot 10 december 1807
  - Jacob Jan Cambier (patriot) van 10 juli 1807 tot 8 januari 1808
- Minister van Marine
  - Carel Hendrik Ver Huell (patriot) van 10 juni 1806 tot 8 januari 1808
- Minister van Marine en Koloniën
  - Paulus van der Heim (patriot) van 8 januari 1808 tot 1 januari 1811
- Minister van Waterstaat
  - Adriaan Pieter Twent van Raaphorst (patriot) van 27 mei 1809 tot 1 januari 1811